# Гумрамахі
Гумрамахі (рос. Гумрамахи) — село Акушинського району, Дагестану Росії. Входить до складу муніципального утворення Сільрада Акушинська.
Населення — 644 (2010).

## Населення
За даними перепису населення 2002 року в селі мешкало 610 осіб. У тому числі 303 (49,67 %) чоловіка та 307 (50,33 %) жінок.
Переважна більшість мешканців — даргинці (100 % від усіх мешканців). У селі переважає північнодаргинська мова.